# Протекинский сельский округ
Протекинский сельский округ — упразднённая административно-территориальная единица, существовавшая на территории Зарайского района Московской области в 1994—2006 годах.
Протекинский сельсовет был образован в 1935 году в составе Зарайского района Московской области путём выделения из Радушинского с/с.
5 апреля 1936 года к Протекинскому с/с были присоединены Радушинский и Ратьковский сельсоветы.
17 июля 1939 года к Протекинскому с/с был присоединён Секиринский с/с (селение Секирино). Одновременно из Протекинского с/с в Машоновский было передано селение Радушино.
14 июня 1954 года Протекинский с/с был упразднён, а его территория передана в Машоновский с/с.
20 декабря 1966 года Протекинский с/с был восстановлен. В его состав вошли селения:
- из Машоновского с/с: Протекино, Радушино, Ратькино и Секирино.
- из Пенкинского с/с: Аргуново, Горное, Титово и Шарапово

3 февраля 1994 года Протекинский с/с был преобразован в Протекинский сельский округ.
27 декабря 2003 года в Протекинском с/о село Горное было переименовано в Спас-Дощатый.
В ходе муниципальной реформы 2004—2005 годов Протекинский сельский округ прекратил своё существование как муниципальная единица. При этом все его населённые пункты были переданы в сельское поселение Машоновское.
29 ноября 2006 года Протекинский сельский округ исключён из учётных данных административно-территориальных и территориальных единиц Московской области.